# マルクス・ウァレリウス・ラエウィヌス
マルクス・ウァレリウス・ラエウィヌス（ラテン語: Marcus Valerius Laevinus、- 紀元前200年）は紀元前3世紀後期の共和政ローマの政治家・軍人。紀元前220年と紀元前210年に執政官（コンスル）を務めた。

## 出自
パトリキ（貴族）であるウァレリウス氏族の出身。ウァレリウス氏族の伝説的な祖先は、ロムルスとローマを共同統治したティトゥス・タティウスと共にローマに移住したサビニ人とされている。その子孫であるプブリウス・ウァレリウス・プブリコラは共和政ローマの建国者の一人で最初の執政官である。その後ウァレリウス氏族は継続的に執政官を輩出してきた。
カピトリヌスのファスティによると、ラエウィヌスの父も祖父もプラエノーメン（第一名、個人名）はプブリウスである。年齢から見て紀元前280年の執政官プブリウス・ウァレリウス・ラエウィヌスが祖父と思われる。

## 経歴

### 法務官（紀元前227年）
紀元前227年、ラエウィヌスは法務官（プラエトル）の肩書きで、近年併合されたサルディニア属州の初代属州総督となった。

### 執政官（紀元前220年）
カピトリヌスのファスティの紀元前 221年 - 紀元前219年の分は欠落しているが、354年のローマ歴（Chronographus anni 354）では、ラエウィヌスは紀元前220年にクィントゥス・ムキウス・スカエウォラと共に執政官に就任したとする。他方、別の資料では、紀元前220年の執政官をガイウス・ルタティウス・カトゥルスとルキウス・ウェトゥリウス・ピロとするものもある。ティトゥス・リウィウスは紀元前205年と紀元前203年の出来事に関する記述で、ラエウィヌスは二度執政官を務めた（カピトリヌスのファスティから紀元前210年にラエウィヌスが執政官を務めたことは確かである）としている。このことから、何人かの研究者はラエウィヌスとスカエウォラが正規執政官であり、カトゥルスとピロは補充執政官であったと考えている。しかし、一部の研究者はリウィウスが言う二度の執政官とは、紀元前210年より後、例えば紀元前208年には正規執政官マルクス・クラウディウス・マルケッルスとティトゥス・クィンクティウス・クリスピヌスが戦死しており、ファスティには記されていないもののラエウヌスが補充執政官を務めたのではないかと考えている。もし、ラエウィヌスとスカエウォラが途中辞任したのだとすれば、両者共にクラウディウス氏族の一派に属しており、対立するアエミリウス氏族とコルネリウス・スキピオ家との政治抗争に巻き込まれたものと思われる。

### 法務官（紀元前215年）
第二次ポエニ戦争の勃発以前に、ラエウィヌスは有力プレブス氏族であるフルウィウス氏族との関係を深めていた。ラエウィニスはマルクス・フルウィウス・ノビリオルの未亡人と結婚している。紀元前215年、ラエウィヌスは二度目の法務官に就任し、ルカニア（現在のバジリカータ州）とアプリア（現在のプッリャ州）の戦線を担当した。彼の隷下にはシキリア属州から移動した二個軍団に加え、タレントゥム（現在のターラント）に駐留する1個軍団と25隻の艦隊があった。ハンニバルがマケドニア王ピリッポス5世と同盟を結ぶと、元老院はラエウィヌスに対して、予想されるマケドニアからの侵攻に対してイタリア南部の海岸を防衛するよう命じた。この任務はその後何度か延長されている。

### 前法務官（紀元前214年-紀元前211年）
紀元前214年、ピリッポスはイリュリアに侵攻しアポロニアを攻撃した。しかし、そこで激しい抵抗にあうと、目標をオリクに変更しこれを占領した。オリクの市民はブルンディシウム（現在のブリンディジ）に使節を送り、ラエウィヌスに救援を求めた。翌日にはラエウィヌスはバルカン半島に渡海し、オリクを奪還した。そのときに、マケドニア軍に再度包囲されていたアポロニアからの使節が到着した。ラエウィヌスはプラエフェクトゥス（副司令）のクィントゥス・ネウィウス・クリスタに分遣隊2,000を与え、夜襲によってマケドニア軍を撃破した。ピリッポスは船でアポロニアから脱出しようとしたが、ラエウィヌスはアオイ川の河口を封鎖していた。このため、ピリッポスは船を焼却し、陸路マケドニアに撤退せざるを得なかった。
この勝利を受け、ラエウィヌスはイリュリアで冬営した。続く3年間もバルカン半島に留まり、ギリシア都市と強力な対マケドニア同盟を構築したが、それにはアエトリア同盟、ペルガモン、スパルタ、エーリスおよびメシニが含まれていた。中でも最も強力なのはアエトリア同盟であり、アカルナニアとエピロスの大部分が支配下におくと約束した。アエトリア同盟は主に陸戦を、ラエウィヌスは海上での作戦を担当した。紀元前212年、ラエウィヌスはザキントス島を占領し、さらにアカルナニアの都市であるエニアダとプンプも占領した。紀元前211年にはコリントス湾に達し、アエトリア同盟軍と共にアンティキラを占領した。これらの攻撃のためにピリッポスの動きは制限され、イタリアへの上陸を考慮することはできなかった。

### 執政官（紀元前210年）
これらの成功もあって、ラエウィヌスはローマを離れていたにもかかわらず紀元前210年の執政官に選出され、プブリウス・スルピキウス・ガルバ・マクシムスに軍の指揮を引き渡してローマに戻った。同僚執政官はマルクス・クラウディウス・マルケッルスであった。両執政官は8年前に戦利品に関する不正で有罪とされていたマルクス・リウィウス・サリナトルの政界復帰を認めた。くじ引きの結果、ラエウィヌスはイタリア半島の戦線、すなわちハンニバルに対処し、マルケッルスはシキリア（第一次ポエニ戦争の後にローマの属州になっていたが、ハンニバルに呼応して反乱していた）を担当することになったが上手くいかず、このため元老院は担当を交換するよう命じた。紀元前210年の後半にラエウィヌスはシキリアに到着した。アグリゲントゥム（現在のアグリジェント）を強襲して占領、住民は全て奴隷とされた。その後ローマ軍は6都市を攻撃して占領、20都市はローマに寝返り、40都市は戦わずに降伏した。全島がローマの支配下に戻り、シキリアには平和が訪れ、イタリアへの穀物の供給源となった。軍事目的のため、ラエウィヌスはメッセネ（現在のメッシーナ）、パノルムス（現在のパレルモ）、リリュバイウム（現在のマルサーラ）を結ぶ道路を舗装した。
紀元前210年の末、ラエウィヌスは選挙実施のためにローマに戻った。このときに、彼の甥であるマルクス・ウァレリウス・マクシムス・メッサッラがアフリカ沿岸の襲撃に成功したとの報告が届いた。このため、ラエウィヌスはメッサッラをシキリア防衛のための独裁官に任命したい旨を元老院に告げた。しかし、元老院はこのような人事はローマで行われるべきとして、これを拒否した。民会は翌年の選挙実施のためにクィントゥス・フルウィウス・フラックスを独裁官に任命した。ラエウィヌスは民会が開催される前に、秘密裏にローマを離れてシキリアに向かっていた。

### 前執政官（紀元前209年-紀元前206年）
しかし、ラエウィヌスは紀元前209年から紀元前206年まで前執政官（プロコンスル）としてシキリア属州を統治した。特に重視されたのはシキリア産の穀物を、ローマとタレントゥムに供給することであった。紀元前208年と紀元前207年には、アフリカ沿岸の襲撃に成功している。特に初回の襲撃の際にはカルタゴ船18隻を拿捕している。紀元前208年には、ハンニバルの弟のハスドルバルがイタリアに侵攻しようとしていた。元老院はラエウィヌスを執政官候補と考えたが、結局パトリキ執政官はガイウス・クラウディウス・ネロが選ばれている。

### その後（紀元前205年-紀元前200年）
シキリアからローマに戻った後も、ラエウィヌスの名前は何度か記録に現れる。紀元前205年、ハンニバルの弟のマゴがリグリア（現在のリグーリア州）に上陸すると、エトルリアに2個軍団を派遣している。紀元前204年、6年前の国家資産による融資の返却を完了した。紀元前203年に元老院がカルタゴとの講和の議論を開始するが、ラエウィヌスは継戦を支持し、結局講和はなされなかった。紀元前201年には、執政官プブリウス・アエリウス・パエトゥスが、マケドニア王ピリッポス5世に最後通牒をつきつけるためにラエウィヌスを派遣している。
ラエウィヌスは紀元前200年に死亡した。息子たちは故人を讃えて4日間の競技会を開催し、25組の剣闘士の試合が行われた。

## 子孫
ラエウィヌスには3人の息子がいた。長男のマルクス（紀元前182年の法務官）、プウリウス、ガイウス（紀元前176年の補充執政官）である。末子のガイウスは、ラエウィヌスとマルクス・フルウィウス・ノビリオルの未亡人の間に生まれた子供である。上の二人は、おそらくは最初の妻との間に生まれたと思われる。

## 参考資料

### 古代の資料
- ティトゥス・リウィウス『ローマ建国史』
- カピトリヌスのファスティ

### 研究書
- Johnson, Paula, "Fabius, Marcellus and Otacilius: The Alliance That Never Was",
- Dorey, TA, "The Treaty With Saguntum"
- Rodionov E. "Punic Wars" - St. Petersburg. : SPbGU, 2005. - 626 p. - ISBN 5-288-03650-0 .
- Broughton R. "Magistrates of the Roman Republic" - New York, 1951. - Vol. I. - P. 600.
- Volkmann H. "Valerii Laevini? // Paulys Realencyclopädie der classischen Altertumswissenschaft . - 1955. - Bd. VIII A, 1. - Kol. 43.
- Volkmann H. "Valerius" // Paulys Realencyclopädie der classischen Altertumswissenschaft . - 1948. - Bd. VII A, 1. - Kol. 2292-2296.
- Volkmann H. "Valerius 89" // Paulys Realencyclopädie der classischen Altertumswissenschaft . - 1948. - Bd. VII A, 1. - Kol. 2311.
- Volkmann H. "Valerius 209" // Paulys Realencyclopädie der classischen Altertumswissenschaft . - 1955. - Bd. VIII A, 1. - Kol. 45.
- Volkmann H. "Valerius 211" // Paulys Realencyclopädie der classischen Altertumswissenschaft . - 1955. - Bd. VIII A, 1. - Kol. 45-49.
- Volkmann H. "Valerius 213" // Paulys Realencyclopädie der classischen Altertumswissenschaft . - 1955. - Bd. VIII A, 1. - Kol. 50-51.
- Volkmann H. "Valerius 215" // Paulys Realencyclopädie der classischen Altertumswissenschaft . - 1955. - Bd. VIII A, 1. - Kol. 51.